# Fabini János Teofil
Fabini  Teofil János, "a magyar szemészet atyja" ,eredeti neve Johann Gottlieb Fabini, (Hásság, 1791. július 5. – Pest, 1847. november 30.) orvos, királyi tanácsos, egyetemi tanár.

## Élete
Atyja evangélikus lelkész volt.

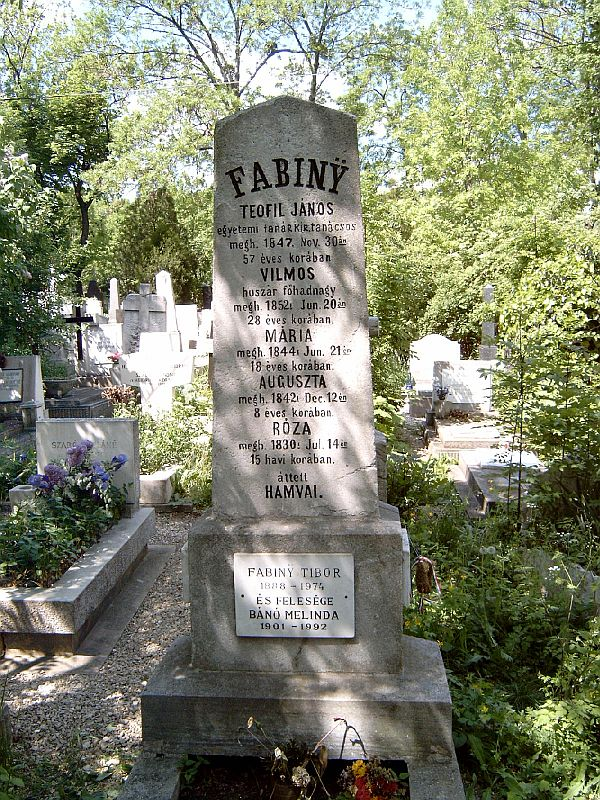
Fabini János Teofil sírja Budapesten. Farkasréti temető: 57-6-2.

Fabini János 1799-től 1808-ig Medgyesen és 1808–1809-ben a kolozsvári líceumban tanult, 1810-től 1815-ig a Bécsi Egyetem hallgatója volt, ahol elvégezte az orvosi és sebészi tudományokat. A rendszeres vizsgák letétele után 1815-ben a bécsi közkórházban másodorvos lett, ahol szemorvosként tevékenykedett és Georg Josef Beer professzor segédje lett. 1816. május 11-én orvosdoktorrá s június 12-én szemorvossá avatták, októberben visszatért Medgyesre, de már 1817. június 2-án a szemészet tanárának hívták meg a pesti egyetemhez, ahol június 27-én beiktatták. 1840-ben érdemei elismeréséül V. Ferdinánd királytól nemesi rangot kapott, és 1846-ban királyi tanácsos és Pest vármegye táblabírája lett. Tagja volt a bécsi orvosi fakultásnak és több tudós társaságnak. 1838–39-ben dékán, 1845-től 1846-ig az egyetem rektora volt.

## Munkái
- Dissertatio inauguralis medica de Amaurosi. Viennae, 1816.
- Doctrina de morbis oculorum. In usum auditorum suorum. Pestini, 1823. 2. kiadás. Pestini, 1831.; magyarul: Tanítmánya a szembetegségekről. Fordította Vajnócz János. Budán, 1837. Olaszra is lefordították (Treviso, 1831.); németül (Lipcse és Pest, 1831. 2. kiadás, Lipcse, 1835.) és angolul is megjelent; ezen munkából tartottak előadásokat a padovai és harlemi egyetemen.
- De praecipius corneae morbis. Prolusio academica qua diem 27. Junii 1830. cum regia universitas Hungarica Pesthiensis quinquagesimum instaurationis annum solenni ritu celebraret. Budae, 1830. (Ism. Orvosi Tár 1831. I.)
- Kéziratban: Ars oculistica.

Orvosi cikkeket írt az Orvosi Tárba: 
- A helybeli vérürítések czélirányos használatáról a szem betegségeiben (1831. II.)
- A szivárványhártya hiányáról (1832. VIII.)
- A beteg szemek megvizsgálása (1833. XII.)
- Az emberi nem némely ritkább rendellenes alkotása és beteges volta (1839. I.)
- A kancsalság műtételéről: 1841.

Írt a Gräfe és Walter által szerkesztett Journal der Chirurgie-be (Beobachtungen über den grauen Staar (1830)), a berlini Encyclopädisches Wörterbuch der medicinischen Wissenschaften című munkába F-i jegy alatt és munkatársa volt a bécsi Medizinische Jahrbüchernek.